# Dennis O'Keefe
Dennis O'Keefe (nacido Edward Vanes Flanagan, Jr.; Fort Madison, Iowa; 29 de marzo de 1908-Santa Mónica, California; 31 de agosto de 1968) fue un actor estadounidense.

## Biografía
Sus padres eran de origen irlandés, y trabajaban en el vodevil, y O’Keefe se sumó, siendo niño a las actuaciones de sus padres, además de escribir posteriormente sátiras para el teatro.
Empezó a trabajar en el cine como extra a principios de la década de 1930, y actuó en numerosos filmes bajo el nombre de Bud Flanagan.  Tras un pequeño pero impresionante papel en Saratoga (1937), Clark Gable recomendó a O'Keefe a Metro-Goldwyn-Mayer, estudio con el que firmó un contrato en 1937, pasando a llamarse Dennis O'Keefe. Sus papeles fueron de mayor entidad a partir de ese momento, destacando los que hizo en The Bad Man of Brimstone (1938) y Burn 'Em Up O'Connor (1939). 
Dejó MGM hacia 1940 pero siguió trabajando, casi siempre en filmes de bajo presupuesto. A menudo interpretaba a tipos duros en películas de acción y en dramas criminales, pero también desempeñó papeles como actor cómico y en primeros papeles dramáticos.
En la década de 1950 también dirigió, escribió relatos de misterio, y presentó un show televisivo, The Dennis O'Keefe Show. 
Falleció a causa de un cáncer de pulmón en 1968.

## Filmografía seleccionada
- Maria Walewska (1937)
- Hold That Kiss (1938)

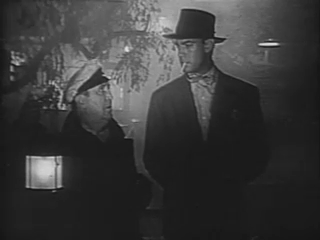
Dennis O'Keefe (derecha) en Doll Face (1946).

- Topper Returns (La mujer fantasma) (1940)
- Weekend for Three (1941)
- Broadway Limited (1941)
- Lady Scarface (1941)
- The Leopard Man (1943)
- Abroad with Two Yanks (1944)
- The Fighting Seabees (1944)
- The Story of Dr. Wassell (Por el valle de las sombras) (1944)
- Brewster's Millions (Mi novio está loco) (1945)
- The Affairs of Susan (Mis cuatro amores) (1945)
- Getting Gertie's Garter (1945)
- Doll Face (1946)
- Dishonored Lady (1947)
- T-Men (La brigada suicida) (1947)
- Raw Deal (1948)
- Abandoned (1949)
- Woman on the Run (1950)
- The Company She Keeps (1950)
- One Big Affair (1952)
- The Lady Wants Mink (1953)
- Drums of Tahiti (1954)
- All Hands on Deck (1961)
- Naked Flame (1964)